# Генриетта Мария Бранденбург-Шведтская
Генриетта Мария Бранденбург-Шведтская (нем. Henriette Marie von Brandenburg-Schwedt; 2 марта 1702, предположительно Берлин — 7 мая 1782, дворец Кёпеник, Берлин) — бранденбургская принцесса из династии Гогенцоллернов, внучка Великого курфюрста Фридриха Вильгельма.

## Биография
Генриетта Мария Бранденбург-Шведтская — дочь Филиппа Вильгельма Бранденбург-Шведтского и Иоганны Шарлотты Ангальт-Дессауской (1682—1750), дочери Иоганна Георга II Ангальт-Дессауского.
8 декабря 1716 года принцесса Генриетта Мария в Берлине вышла замуж за Фридриха Людвига Вюртембергского, единственного сына герцога Эберхарда Людвига Вюртембергского. В этом браке родилось двое детей:
- Эберхард Фридрих (1718—1719)
- Луиза Фридерика (1721—1791), замужем за Фридрихом Мекленбургским.

После смерти мужа в 1749—1782 годах Генриетта Мария проживала в Кёпеникском дворце, похоронена в местной дворцовой церкви.